# Combat du Speedy et du Gamo
 (octobre 2011).
Guerres de la Révolution française

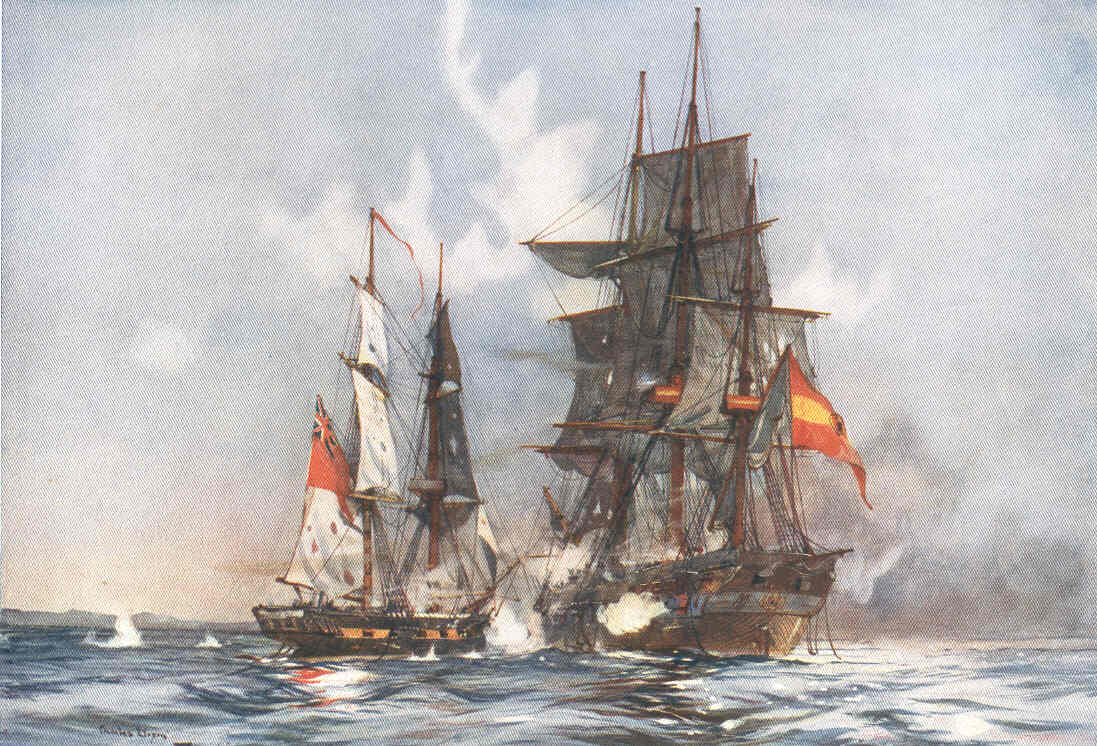
Combat du Speedy et du Gamo (Charles Dixon)

Le combat du Speedy et du Gamo  est une bataille navale livrée le 6 mai 1801, pendant les guerres de la Révolution française, entre la frégate espagnole El Gamo et le brick HMS Speedy britannique. Malgré l'inégalité des forces en présence, la frégate espagnole est capturée à l'issue du combat.

## La bataille
Le futur Lord Thomas Cochrane, lieutenant commandant le brick HMS Speedy de la Royal Navy, écume les côtes espagnoles en 1801. Il capture nombre de prises et incite les Espagnols à lancer contre lui une frégate, gréée en chebec, El Gamo.
Le HMS Speedy est un brick, portant 14 canons de 4 livres ; son équipage, réduit par les marins mis sur les prises, est de 54 marins.
La frégate El Gamo porte 32 canons, 22 canons longs de 12 livres, 8 de 8 livres et 2 caronades de 24 ; son équipage, 274 marins et 45 soldats, se monte à 319 hommes.
Une première rencontre, fortuite, entre les deux navires a lieu le 5 mai 1801. Le HMS Speedy est surpris par le Gamo, le prenant pour un marchand avant de découvrir sa puissance de feu. Cochrane arbore le pavillon danois, ce qui constitue une ruse de guerre courante alors, et exhibe un marin costumé en officier danois, baragouinant du « danois ». Les Espagnols, suspicieux, envoient une chaloupe examiner le pseudo-« danois ». Celui-ci explique qu'ils viennent des côtes algériennes où sévit une épidémie de peste. L'officier espagnol sur la chaloupe préfère éviter le contact et les deux navires se séparent poliment.
Le lendemain, 6 mai 1801, le HMS Speedy rencontre à nouveau le Gamo. Il arbore alors les couleurs des États-Unis d'Amérique. Cela trouble les Espagnols et Cochrane en profite pour se placer sous le vent du Gamo. De la sorte, les canons espagnols visent plutôt bas et, quand ils reconnaissent le navire anglais, la bordée tombe trop court. Le HMS Speedy vient alors se coller contre son adversaire et engage un duel de mousqueterie. Maintenant, les bordées espagnoles passent trop haut, hachant la voilure mais sans causer de pertes à l'Anglais.
Par deux fois, les Espagnols tentent de passer à l'abordage. À chaque fois, l'Anglais s'écarte pour tirer à mitraille, balayant le pont de son adversaire.
Cochrane passe à son tour à l'abordage, attaquant à un contre cinq. Il raconte plus tard que, pour profiter du caractère superstitieux des Espagnols, il fait attaquer par l'avant une vingtaine de marins au visage grimé en noir, les autres attaquent par l'arrière. Il ne reste plus que le chirurgien, à la barre de HMS Speedy. On raconte qu'au plus fort du combat, les hurlements de Cochrane appelaient cinquante marins de plus à attaquer, ce qui aurait contribué à démoraliser ses adversaires.
Le commandant espagnol, Don Francisco de Torris, ayant été tué par une des bordées précédentes, l'équipage du Gamo préfère se rendre. Les officiers survivants, conscients de la disproportion des forces, demandent à Cochrane un certificat attestant qu'ils ont vaillamment combattu. L'Anglais fournit un document disant qu'ils ont combattu « comme des Espagnols ».
La prise est cependant refusée par John Jervis, 1er comte St Vincent, qui avait déjà eu à se plaindre de l'indiscipline de Cochrane. En conséquence, Cochrane comme son équipage ne peuvent bénéficier de « parts de prise ». Cela ne l'empêche pas d'être nommé post-captain.

## Fiction
Cet épisode est repris sous forme romancée mais très proche de la réalité par Patrick O'Brian dans son roman Maître à bord (Master and commander), où son personnage, Jack Aubrey, au commandement du brick Sophie, s'empare de la frégate-chebec espagnole Cacafuego. Tout comme Cochrane, le navire d'Aubrey est capturé plus tard avec son équipage par l'amiral Linois, peu avant la bataille d'Algésiras.

## Sources
- William James, Naval History of Great Britain, volume III, page 144 et suivantes